# Aktion för Sigtuna kommun
Aktion för Sigtuna kommun (ask) var ett lokalt politiskt parti i Sigtuna kommun. Partiet grundades 1998 av en utbrytargrupp från Socialdemokraterna i Sigtuna. 2010 upplöstes partiet och ett flertal medlemmar återvände till Socialdemokraterna.

## Valresultat
| År   | Röster | Procent | Mandat |
| ---- | ------ | ------- | ------ |
| 1998 | 858    | 4,61 %  | 2 / 51 |
| 2002 | 411    | 2,12 %  | 1 / 51 |
| 2006 | 439    | 2,09 %  | 1 / 51 |